# Piotr Sobolewski (neurolog)
Piotr Kazimierz Sobolewski (ur. 1961) – polski neurolog, doktor habilitowany nauk medycznych.

## Życiorys
W 1985 r. ukończył studia lekarskie w Akademii Medycznej w Łodzi, w 1997 r. obronił pracę doktorską pt. Przydatność semiotyki neurologiczno-radiologicznej w postępowaniu ambulatoryjnym u chorych na dyskopatię lędźwiową, której promotorem był prof. Stefan Żarski, w 2016 r. habilitował się na podstawie pracy zatytułowanej Skuteczność i bezpieczeństwo trombolizy dożylnej z zastosowaniem rekombinowanego tkankowego aktywatora plazminogenu u chorych z ostrym udarem niedokrwiennym mózgu w wybranych sytuacjach klinicznych. 
Został pracownikiem naukowym na Uniwersytecie Jana Kochanowskiego w Kielcach.